# Stig Norheim
Stig Roar Norheim (Bryne, 15 gennaio 1966) è un ex calciatore norvegese, di ruolo attaccante.

## Carriera

### Club
Norheim giocò nel Bryne dal 1983 al 1994. Con questa maglia, vinse la Coppa di Norvegia 1987. Si ritirò nel 1994, a causa di un infortunio al ginocchio.

### Nazionale
Giocò una partita per la Norvegia under 21. Il 13 maggio 1986, infatti, fu titolare nel pareggio per 3-3 contro la Svezia under 21.

## Palmarès

### Club

#### Competizioni nazionali
- Coppa di Norvegia: 1

Bryne: 1987